# Итикава, Утаэмон
Утаэмон Итикава (яп. 市川 右太衛門 Итикава Утаэмон,  при рождении Дзэнносукэ Асаи (яп. 淺井 善之助 Асаи Дзэнносукэ); 25 февраля 1907 — 16 сентября 1999 года)) — актёр театра кабуки, японского кино и телевидения, наиболее известный рядом ведущих ролей в кинофильмах жанра дзидайгэки на протяжении 1920—1960-х годов, продюсер, сооснователь и член совета директоров кинокомпании Toei.
Отец известного японского кино- и телеактёра Кинъи Китаодзи.

## Биография
Будущий актёр родился 25 февраля 1907 года (по другим данным — 11 февраля 1904 года) в префектуре Кагава в семье кузнеца.
С 5-летнего возраста учился актёрскому искусству кабуки и японского танца под руководством Итикавы Удандзи II. Первый раз вышел на сцену в 6 лет в постановке одной из известнейших драм кабуки Sugawara Denju Tenarai Kagami. После окончания начальной школы прошёл церемонию посвящения с присвоением ему мастером первого сценического имени Итикава Уити. Из его раннего театрального периода также известно исполнение роли монаха-воина Бэнкэя в драме Kanjinchō.
Из-за традиций кабуки актёр, даже обладающий талантом, но не происходящий из наследственной актёрской семьи, был значительно ограничен в своей карьере, что привело к основанию молодым Итикавой собственной театральной труппы, а позже, по совету друга и коллеги Хаяси Тёдзиро (в будущем также получившего известность в кино под именем Кадзуо Хасэгавы), к пробе силы в новом жанре кино под вскоре прославленным псевдонимом Утаэмон Итикава.
Дебют Итикавы в кино произошёл в 1925 году, ещё в эпоху немого кино, в Makino Film Productions у «отца японского кинематографа», режиссёра Сёдзо Макино. Быстро заработав популярность, через два года Итикава основывает собственную продюсерскую компанию Ichikawa Utaemon Productions. В отличие от ряда других актёров, подавшихся в продюсеры (в частности, Бандо Цумасабуро и, позже, Накамуры Кинносукэ), основанная им кинокомпания имела успех, сняв за 9 лет своего существования более 140 работ немого кино. Именно здесь были сняты первые семь фильмов о «Скучающем Хатамото», удачный образ которого Итикава позже использовал и в работе с другими киностудиями, вплоть до конца своей карьеры на большом экране.
Компания Ichikawa Utaemon Productions была расформирована в 1936 году, когда стал очевиден перевес новой звуковой технологии, однако сам Утаэмон Итикава начал сниматься в звуковом кино ещё с 1932 года (сделав дебют в двухсерийном фильме «Тюсингура» киностудии Shochiku в роли даймё Вакисаки Ясухару), продолжив позже успешную работу на студиях Shinkō Kinema, Daiei Film и Toyoko. Позже, после Второй мировой войны и снятия оккупационного режима, Итикава стал вместе со своим коллегой и другом Тиэдзо Катаокой одним из основателей получившей всемирную известность студии Toei, заняв в ней пост директора производства (на этом посту он известен под своей настоящей фамилией, как «директор Асаи»).
В 1964 году Утаэмон Итикава завершил свою карьеру на большом экране, а в 1966 — сложил с себя полномочия члена совета директоров Toei, полностью посвятив себя театральной работе, в частности, в «Кабуки-дза», и продолжая играть ведущие роли, по крайней мере, до 80-летнего возраста.
Помимо этого, Итикава участвовал в нескольких телепроектах, включая сериалы «Сэвасинай» и «Токугава Иэясу» 1964 года, исполнение своей «фирменной» роли в сериале «Скучающий Хатамото» 1973—1974 годов на NET TV, а также появление в качестве «приглашённой звезды» в более позднем одноимённом сериале, где главную роль играл Кинъя Китаодзи.
Утаэмон Итикава до преклонного возраста сохранял спортивную форму, ежедневно совершая двухчасовые пешие прогулки, а раз в неделю — пробежку к императорскому дворцу; практически до конца жизни сохранил собственные здоровые зубы. Умер 16 сентября 1999 года естественной смертью.

## Награды
- 1957 — Blue Ribbon Award[англ.] в номинации «Самый популярный»
- 1972 — Медаль Почёта с Пурпурной лентой
- 1977 — Орден Восходящего солнца 4 класса
- 1995 и посмертно в 2000 — Премии Японской киноакадемии по совокупности жизненных заслуг

## Фильмография
За свою кинематографическую карьеру (с 1925 по 1964 года) Утаэмон Итикава снялся не менее, чем в 320 фильмах.
Подавляющее большинство фильмов Утаэмона Итикавы относится к дзидайгэки (японской исторической драме), за исключением периода послевоенной оккупации Японии 1945—1952 года, когда этот жанр был запрещён (приблизительно соответствует периодам работы актёра со студиями Daiei и Toyoko).
Главной «фирменной» ролью актёра стал образ «Скучающего Хатамото» с лицензией на убийство Саотомэ Мондоносукэ, сыгранный актёром в 30 фильмах различных студий с 1930 по 1963 годы. Позже эта медиа-франшиза была продолжена несколькими сериалами, в части которых главную роль «по наследству» играл сын Итикавы Утаэмона, также известный актёр — Кинъя Китаодзи.
Помимо этого, Итикава неоднократно исполнял роли таких исторических личностей, как наместник и судья (бугё) Оока Этидзэн, даймё Вакисака Авадзи-но-ками, искусный мечник и основатель Ягю Синдан-рю Араки Матаэмон и оябун якудза Дзиротё из Симидзу.

### Серия фильмовHatamoto Taikutsu Otoko
Во всех фильмах этой серии по мотивам произведений Мицудзо Сасаки Утаэмон Итикава играл главную роль «Скучающего Хатамото» Саотомэ Мондоносукэ, обладателя «лицензии на убийство» от сёгуната Токугава (действие всех историй происходит в эпоху Гэнроку, на границе 17—18 веков), знаком которой служит серпообразный шрам у него на лбу. В последних фильмах серии небольшие роли играл сын актёра Кинъя Китаодзи, позже унаследовавший главную роль у отца и игравший её в сериалах 1988—1994 и 2001 годов.
Сам Итикава, последний раз сыграв Хатамото для большого экрана незадолго до своего ухода в отставку, не оставил своего героя, неоднократно воплощая его на театральной сцене, а также играя главную роль в телесериале NET TV (позднее TV Asahi), выходившем на экраны с октября 1973 по март 1974 года.

### Документальные фильмы
- 1981 — ちゃんばらグラフィティー　斬る！ (Chanbara gurafitii: Kiru!), Chanbara Graffiti: Kill! — документальный фильм о жанре тямбара.

## Книги
- 市川右太衛門. 旗本退屈男まかり通る (яп.). — 東京新聞, 1992. — С. 224. ISBN 978-4808304423